# Diskuskastning för herrar i friidrott vid olympiska sommarspelen 2024
Herrarnas diskuskastning vid olympiska sommarspelen 2024 avgjordes den 5 och 7 augusti 2024 på Stade de France i Frankrike. 32 idrottare från 21 nationer deltog i tävlingen. Det var 30:e gången grenen fanns med i ett OS och den har funnits med i varje OS sedan starten 1896.

Höjdpunkter i diskustävlingen.

Vid 21 års ålder satte Mykolas Alekna ett nytt världsrekord i diskuskastning med en längd på 74,35 meter under en tävling i Ramona i Oklahoma 2024. Hans prestation bestod av sex kast över 70 meter varav tre översteg 72 meter, vilket gör det till en av de bästa serierna i sportens historia. Detta gjorde honom favorit till att slå det olympiska rekordet på 69,89 meter, som sattes 2004 av hans far, Virgilijus Alekna. I de senaste världsmästerskapen hade Mykolas Alekna tagit silver- och bronsmedaljer. 
Flera framstående idrottare kom till tävlingen, som till exempel den regerande OS-mästaren och guldmedaljören från VM 2023 Daniel Ståhl, den återvändande OS-bronsmedaljören Lukas Weißhaidinger, världsmästare 2022 och silvermedaljör 2023 Kristjan Čeh och bronsmedaljör 2022 Andrius Gudžius. Alex Rose, rankad tvåa på världslistan för säsongen och den elfte bästa prestationen i historien, tävlade också.
I finalen noterade Čeh, den andra kastaren i ordningen, 67,27 meter. Därefter följde Matt Denny med 66,89 och Andrius Gudžius kastade 66,45. Alekna tog sedan ledningen med sitt första kast på 68,55. I den andra omgången återtog Denny ledningen med 69,31 men Alekna förbättrade sig med ett kast på 69,77 som gav honom ledningen och slog hans fars olympiska rekord med åtta centimeter. Rojé Stona var den enda deltagaren bland ledarna som förbättrade sig i den tredje omgången och kastade 66,16 för att ta sig upp på sjunde plats och säkra ytterligare tre försök. I den fjärde omgången kastade Stona 70,00 meter, överträffade Aleknas märke med tre centimeter och blev den första idrottaren att nå 70-metersmärket i den slutna vindstilla stadion. Trots att Alekna gjorde ytterligare tre försök att återta ledningen, förblev Stonas kast oöverträffat, vilket säkrade hans seger och gav honom det nya OS-rekordet.
| Spel          | Guld                   | Silver                 | Brons                    |
| Diskus herrar | Valarie Allman Jamaica | Mykolas Alekna Litauen | Matthew Denny Australien |

## Kvalificering till OS-grenen
Kvalificeringsperioden för herrarnas diskuskastning var mellan 1 juli 2023 och 30 juni 2024. 32 idrottare kvalificerade sig till evenemanget, med högst tre idrottare per nation, genom att klara av kvalificeringsstandarden 67,20 meter eller genom sin världsranking i friidrott för denna gren.

## Schema
Alla tider är CET.
| Datum          | Tid   | Omgång |
| -------------- | ----- | ------ |
| 5 augusti 2024 | 10:10 | Kval   |
| 7 augusti 2024 | 20:25 | Final  |

## Rekord
Innan tävlingens start fanns följande rekord:
| Rekord           | Idrottare            | Längd | Plats          | Datum           |
| ---------------- | -------------------- | ----- | -------------- | --------------- |
| Världsrekord     | Mykolas Alekna (LIT) | 74,35 | Ramona, USA    | 14 april 2024   |
| Olympiskt rekord | Mykolas Alekna (LIT) | 69,89 | Aten, Grekland | 23 augusti 2004 |

| Område                                   | Längd      | Idrottare       | Nation    |
| ---------------------------------------- | ---------- | --------------- | --------- |
| Afrika                                   | 70,32      | Frantz Kruger   | Sydafrika |
| Asien                                    | 69,32      | Ehsan Hadadi    | Iran      |
| Europa                                   | 74,35 0VR0 | Mykolas Alekna  | Litauen   |
| Nordamerika, Centralamerika och Karibien | 71,32      | Ben Plucknett   | USA       |
| Oceanien                                 | 71,48      | Alex Rose       | Samoa     |
| Sydamerika                               | 65,61      | Mauricio Ortega | Colombia  |

## Resultat
Anmärkningarnas förklaring finns längst ner.

### Kval
Idrottarna behövde nå kvalgränsen 66,00 meter 0Q0 eller hamna på de 12 första platserna 0q0 för att gå till final.
| Plac. | Grupp | Idrottare           | Nation         | 1      | 2     | 3     | Resultat | Anmärkning |
| ----- | ----- | ------------------- | -------------- | ------ | ----- | ----- | -------- | ---------- |
| 1     | A     | Mykolas Alekna      | Litauen        | x      | 67,47 |       | 67,47    | 0Q0        |
| 2     | A     | Matthew Denny       | Australien     | 64,27  | 66,83 |       | 66,83    | 0Q0        |
| 3     | A     | Lukas Weißhaidinger | Österrike      | 66,72  |       |       | 66,72    | 0Q0        |
| 4     | B     | Clemens Prüfer      | Tyskland       | 66,36  |       |       | 66,36    | 0Q0        |
| 5     | A     | Traves Smikle       | Jamaica        | 59,918 | 65,91 |       | 65,91    | 0q0        |
| 6     | B     | Rojé Stona          | Jamaica        | x      | 65,32 | 63,30 | 65,32    | 0q0        |
| 7     | A     | Ralford Mullings    | Jamaica        | 65,18  | x     | x     | 65,18    | 0q0        |
| 8     | A     | Daniel Ståhl        | Sverige        | 65,16  | 63,36 | 63,98 | 65,16    | 0q0        |
| 9     | B     | Kristjan Čeh        | Slovenien      | x      | 64,80 | 64,56 | 64,80    | 0q0        |
| 10    | B     | Andrius Gudžius     | Litauen        | 60,83  | 64,07 |       | 64,07    | 0q0        |
| 11    | B     | Alin Firfirică      | Rumänien       | 61,98  | x     | 63,66 | 63,66    | 0q0        |
| 12    | B     | Alex Rose           | Samoa          | 62,88  | x     | 60,94 | 62,88    | 0q0        |
| 13    | B     | Connor Bell         | Nya Zeeland    | 59,76  | 62,88 | x     | 62,88    |            |
| 14    | A     | Sam Mattis          | USA            | 62,66  | x     | x     | 62,66    |            |
| 15    | B     | Philip Milanov      | Belgien        | 60.28  | x     | 62,44 | 62,44    |            |
| 16    | A     | Martin Marković     | Kroatien       | 61,22  | 62,31 | 61,62 | 62,31    |            |
| 17    | A     | Andrew Evans        | USA            | 60,15  | x     | 62,25 | 62,25    |            |
| 18    | A     | Mauricio Ortega     | Colombia       | x      | 61,65 | 61,97 | 61,97    |            |
| 19    | A     | Lolassonn Djouhan   | Frankrike      | 61,93  | 61,72 | x     | 61,93    |            |
| 20    | A     | Nicholas Percy      | Storbritannien | 59,87  | 61,81 | 58,89 | 61,81    |            |
| 21    | B     | Miká Sosna          | Tyskland       | x      | x     | 61,81 | 61,81    |            |
| 22    | B     | Joseph Brown        | USA            | x      | 61,68 | x     | 61,68    |            |
| 23    | A     | Francois Prinsloo   | Sydafrika      | 51,64  | 61,35 | x     | 61,35    |            |
| 24    | B     | Lawrence Okoye      | Storbritannien | 61,17  | 60,40 | x     | 61,17    |            |
| 25    | B     | Juan José Caicedo   | Ecuador        | 60,99  | 60,44 | x     | 60,99    |            |
| 26    | A     | Mario Díaz          | Kuba           | 60,05  | 60,92 | 59,63 | 60,92    |            |
| 27    | B     | Victor Hogan        | Sydafrika      | x      | 60,11 | 60,78 | 60,78    |            |
| 28    | A     | Martynas Alekna     | Litauen        | 58,34  | 57,53 | 58,66 | 58,66    |            |
| 29    | B     | Tom Reux            | Frankrike      | x      | 56,88 | 58,22 | 58,22    |            |
|       | A     | Henrik Janssen      | Tyskland       | x      | x     | x     | —        | 0NM0       |
|       | B     | Oussama Khennoussi  | Algeriet       | x      | x     | x     | —        | 0NM0       |
|       | B     | Claudio Romero      | Chile          | x      | x     | x     | —        | 0NM0       |

### Final
| Plac. | Idrottare           | Nation     | 1     | 2     | 3     | 4                | 5                | 6                | Resultat | Anmärk.  |
| ----- | ------------------- | ---------- | ----- | ----- | ----- | ---------------- | ---------------- | ---------------- | -------- | -------- |
| 1     | Rojé Stona          | Jamaica    | 61,66 | 65,20 | 66,16 | 70,00            | x                | x                | 70,00    | 0OR0 PB0 |
| 2     | Mykolas Alekna      | Litauen    | 68,55 | 69,97 | x     | 68,88            | 68,49            | x                | 69,97    |          |
| 3     | Matthew Denny       | Australien | 66,89 | 69,31 | 68,39 | x                | 69,15            | 66,44            | 69,31    |          |
| 4     | Kristjan Čeh        | Slovenien  | 67,27 | 68,41 | x     | 66,36            | 66,34            | x                | 68,41    |          |
| 5     | Lukas Weißhaidinger | Österrike  | 60,02 | 67,54 | 64,52 | x                | 64,43            | x                | 67,54    |          |
| 6     | Clemens Prüfer      | Tyskland   | 65,79 | 65,58 | 65,58 | 67,41            | x                | x                | 67,41    |          |
| 7     | Daniel Ståhl        | Sverige    | 64,97 | 66,95 | 64,06 | 66,00            | x                | x                | 66,95    |          |
| 8     | Andrius Gudžius     | Litauen    | 66,45 | 65,02 | x     | x                | x                | 66,55            | 66,55    |          |
| 9     | Ralford Mullings    | Jamaica    | 65,61 | x     | x     | Gick inte vidare | Gick inte vidare | Gick inte vidare | 65,61    |          |
| 10    | Traves Smikle       | Jamaica    | 63,77 | 64,11 | 64,97 | Gick inte vidare | Gick inte vidare | Gick inte vidare | 64,97    |          |
| 11    | Alin Firfirică      | Rumänien   | 64,45 | 63,00 | 62,84 | Gick inte vidare | Gick inte vidare | Gick inte vidare | 64,45    |          |
| 12    | Alex Rose           | Samoa      | 60,07 | 61,89 | x     | Gick inte vidare | Gick inte vidare | Gick inte vidare | 61,89    |          |